# Inés París
Inés París Bouza (ur. w 1962 r. w Madrycie) – hiszpańska reżyserka i scenarzystka filmowa, znana ze współpracy z Danielą Féjerman. Za reżyserię filmu Moja matka woli kobiety (2002) otrzymała nominację do nagrody Goya i zdobyła nagrodę za najlepszy film na Międzynarodowym Festiwalu Filmów GLBT w Turynie.